# Baía Ainsworth (Antártida)

Este artigo é sobre uma baía na Antártida. Para a baía no Chile, ver Baía de Ainsworth (Chile).
A baía de Ainsworth é uma recuo da linha costeira preenchido por gelo, 8 km de largura, entre o cabo Bage e o cabo Webb. Foi descoberta pela Expedição Antártica Australasiática (1911-14) sob o comando de Douglas Mawson, e por este designada com o nome de G.F. Ainsworth, um membro da expedição que serviu como líder e meteorologista com o grupo da Expedição Antártica Australasiática na Ilha Macquarie durante 1911-13.